# SOCS1
SOCS1 (англ. Suppressor of cytokine signaling 1) – білок, який кодується однойменним геном, розташованим у людей на короткому плечі 16-ї хромосоми. Довжина поліпептидного ланцюга білка становить 211 амінокислот, а молекулярна маса — 23 551.
| 10         |  | 20         |  | 30         |  | 40         |  | 50         |
| ---------- |  | ---------- |  | ---------- |  | ---------- |  | ---------- |
| MVAHNQVAAD |  | NAVSTAAEPR |  | RRPEPSSSSS |  | SSPAAPARPR |  | PCPAVPAPAP |
| GDTHFRTFRS |  | HADYRRITRA |  | SALLDACGFY |  | WGPLSVHGAH |  | ERLRAEPVGT |
| FLVRDSRQRN |  | CFFALSVKMA |  | SGPTSIRVHF |  | QAGRFHLDGS |  | RESFDCLFEL |
| LEHYVAAPRR |  | MLGAPLRQRR |  | VRPLQELCRQ |  | RIVATVGREN |  | LARIPLNPVL |
| RDYLSSFPFQ |  | I          |  |            |  |            |  |            |

A: Аланін

C: Цистеїн

D: Аспарагінова кислота

E: Глутамінова кислота

F: Фенілаланін

G: Гліцин

H: Гістидин

I: Ізолейцин

K: Лізин

L: Лейцин

M: Метіонін

N: Аспарагін

P: Пролін

Q: Глутамін

R: Аргінін

S: Серин

T: Треонін

V: Валін

W: Триптофан

Кодований геном білок за функцією належить до інгібіторів передачі внутрішньоклітинних сигналів. 
Задіяний у таких біологічних процесах, як убіквітинування білків, регуляція росту. 
Локалізований у ядрі, цитоплазматичних везикулах.